# Дейнекин, Валерий Дмитриевич
Вале́рий Дми́триевич Дейне́кин (укр. Валерій Дмитрович Дейнекін; 4 января 1955 года, Кировоград — 30 января 2003 года, там же) — украинский режиссёр, актёр и педагог. Заслуженный артист Украины (1998).

## Биография
В 1976 году окончил Кировоградский педагогический институт. В 1985 — Московское театральное училище при Государственном театре им. Е. Вахтангова (преподаватели — М. Кнебель, Л. Ставская).
В 1976—1991 гг. — художественный руководитель молодежного театра «Резонанс»; преподает в педагогическом институте. В 1991—2003 гг. — режиссёр, главный режиссёр, режиссёр-постановщик академического музыкально-драматического театра им. М. Кропивницкого.
Сторонник реалистического направления в искусстве. Режиссёрским работам присущи острота, контрасты, легкость, изысканность, выразительность форм.

## Спектакли и роли

### Избранные спектакли
- 1982 — «Ночь после выпуска» (В. Тендряков);
- 1985 — «Наедине со всеми» (А. Гельман);
- 1989 — «Единый наследник» (Ж. Реньяр);
- 1991 — «Так погиб Гуска» (Н. Кулиш);
- 1994 — «Шельменко-денщик» (Г. Квитка-Основьяненко);
- 1995 — «Две семьи» (М. Кропивницкий);
- 1997 — «Моя профессия — синьор из высшего общества» (Д. Скарначчи, Р. Тарабузи);
- 1997 — «Привет с того света» (М. Воронов);
- 1998 — «Голландочка» (И. Кальман);
- 1998 — «Чума на оба ваши дома!» (Г. Горин);
- 2000 — «Дамы и гусары» (А. Фредро);
- 2002 — «Мартин Боруля» (И. Карпенко-Карый);
- 2002 — «Любовь в стиле барокко, или Любовь с неохоты» (Я. Стельмах)[1].

### Избранные роли
- Голохвастов («За двумя зайцами»);
- Жеронт («Единый наследник»);
- Папагатто («Моя профессия — синьор из высшего общества»);
- Гуска («Так погиб Гуска»);
- Шпак («Шельменко-денщик»);
- Монтекки («Чума на оба ваши дома!»);
- Граф («Любовь в стиле барокко, или Любовь с неохоты»);
- Нациевский («Мартин Боруля»)[1].

## Память
- Театр «Резонанс» при Центральноукраинском государственном педагогическом университете носит имя Валерия Дейнекина.